# 1939 au Canada
Pour un article plus général, voir Chronologie du Canada.
Cet article traite des événements qui se sont produits durant l'année 1939 au Canada.

## Événements

### Seconde Guerre mondiale
- 1er septembre : L'Allemagne attaque et envahit la Pologne.
- 3 septembre : La France et la Grande-Bretagne entre en guerre contre l'Allemagne.
  - Le navire SS Athenia qui voyage de Liverpool vers Montréal est coulé par le sous-marin Unterseeboot 30 (1936). L'Allemagne va nier sa responsabilité dans le torpillage de ce navire. Il ne sera reconnu qu'en 1946. Ce naufrage comporte les premières victimes canadiennes de la guerre.
- 10 septembre : Entrée en guerre du Canada 10 septembre 1939

### Politique

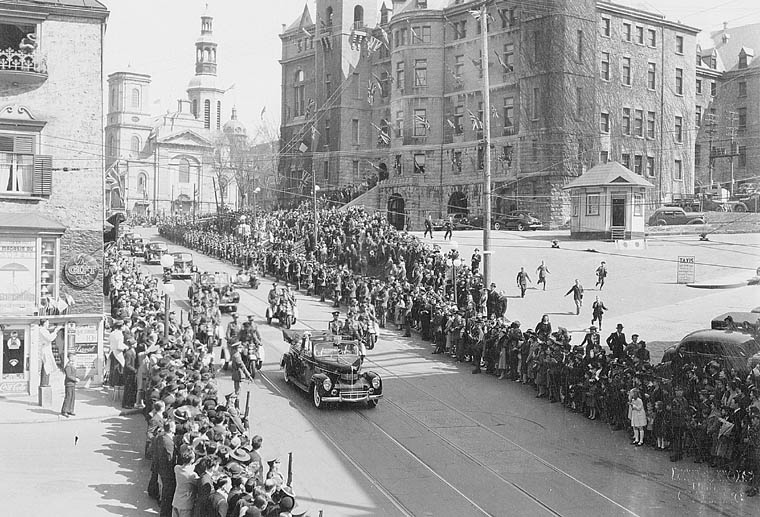

- 5 avril : la Cour suprême décide que les Inuit sont une compétence fédérale.

- 17 mai - 14 juin : voyage de George VI du Royaume-Uni au Canada. Il est acclamé comme roi du Canada.

- 10 septembre : le Canada entre dans la seconde guerre mondiale aux côtés de la Grande-Bretagne (42042 victimes et 100000 blessés). Le premier ministre Mackenzie King promet d’éviter la conscription.

- 25 octobre : Adélard Godbout (libéral) défait au Québec l’Union nationale de Maurice Duplessis (assermenté le 8 novembre).

- 9 décembre : adoption des nouvelles Armoiries du Québec et de la devise « Je me souviens ».

### Sport

#### Hockey
- Fin de la Saison 1938-1939 de la LNH suivi des Séries éliminatoires de la Coupe Stanley 1939. Les Bruins de Boston remportent la Coupe Stanley contre les Maple Leafs de Toronto.
- Début de la Saison 1939-1940 de la LNH.

### Économie
- 1er avril : Trans-Canada Airlines inaugure sa liaison Montréal-Vancouver
- 29 août : Inauguration du Malton airport qui deviendra l'Aéroport international Pearson de Toronto.

### Culture
- Création de l'Office national du film du Canada.

#### Littérature
- A. E. van Vogt se lance dans la science fiction.

#### Radio
- 9 janvier : feuilleton Nazaire et Barnabé de Ovila Légaré.
- 8 mai : radio feuilleton Quelles nouvelles.
- 11 septembre : Un homme et son péché (radio) de Claude-Henri Grignon.

### Religion
- Georges Gauthier est nommé archevêque à l'Archidiocèse de Montréal.
- Fondation des Pèlerins de Saint Michel par Louis Even et Gilberte Côté-Mercier.

## Naissances
- 3 janvier : Bobby Hull, joueur de hockey sur glace.
- 11 janvier : Anne Heggtveit, skieuse alpine.
- 10 février : Adrienne Clarkson, gouverneure générale du Canada.
- 17 mars : Bill Graham, ancien ministre des affaires étrangères et de la défense du Canada.
- 20 mars : Brian Mulroney, premier ministre du Canada.
- 14 avril : Ian Binnie, juge de la Cour suprême du Canada.
- 24 avril : Daniel Hays, sénateur.
- 7 mai : Sidney Altman, biochimiste.
- 11 mai : Ken Epp, homme politique.
- 18 mai : Gordon O'Connor, ancien brigadier général et homme politique.
- 5 juin : Joe Clark, premier ministre du Canada.
- 25 juillet : Catherine Callbeck, première ministre de l'Île-du-Prince-Édouard.
- 27 juillet : Margaret Crosland, patineuse artistique.
- 12 août : Roy Romanow, premier ministre de la Saskatchewan.
- 1er septembre : Jake Epp, homme politique.
- 2 septembre : Henry Mintzberg, sociologue.
- 30 septembre : Len Cariou, acteur.
- 25 octobre : Robin Spry, producteur, réalisateur et scénariste.
- 18 novembre : Margaret Atwood, auteure.
- 19 novembre : Marcel Béliveau, animateur télévision.
- 23 novembre : Bill Bissett, poète.
- 30 novembre : Louis LeBel, juge de la Cour suprême du Canada.
- 2 décembre : Francis Fox, sénateur.
- 14 décembre : Frank St. Marseille, joueur de hockey sur glace.
- 21 décembre : Lloyd Axworthy, homme politique.
- 24 décembre : James Bartleman, lieutenant-gouverneur de l'Ontario.

## Décès
- 4 janvier : Alfred Bourgeois, politicien.
- 8 mars : Henry Pellatt, homme d'affaires et soldat.
- 12 juillet : Fernand Rinfret, maire de Montréal et politicien.
- 12 novembre  : Norman Bethune, médecin. Décédé en Chine.
- 28 novembre : James Naismith, inventeur du basketball.
- 22 décembre : Herbert James Palmer, premier ministre de l'Île-du-Prince-Édouard.